# Blandine Merten
Pour les articles homonymes, voir Merten.
Blandine Merten (Düppenweiler, 10 juillet 1883 - Trèves, 18 mai 1918) est une sœur ursuline de Calvarienberg allemande et institutrice, qui a consacré toute sa vie à l'éducation des enfants et des adolescents. Elle est béatifiée le 1er novembre 1987 par le pape Jean-Paul II. Liturgiquement elle est commémorée le 18 mai.

## Biographie
Maria Magdalena naquit à Düppenweiler dans le Trèves le 10 juillet 1883. elle était la neuvième des onze enfants de fermiers locaux.
Entre 1902 et 1908 elle exerça le métier d'institutrice laïque, mais décida, à l'âge de 25 ans, d'entrer chez les Ursulines du Mont-Calvaire afin d'y enseigner en approfondissant sa vie religieuse. Elle rejoignit la congrégation et prit le nom de sœur Blandine.
Elle y mena une vie simple, de dévouement aux enfants qui lui étaient confiés, associant action et contemplation par la grande dévotion qu'elle avait pour l'Eucharistie. Elle prononça ses vœux solennels en 1913, et mourut de tuberculose à l'âge de 35 ans.

## Citations
- De Blandine Merten :

« Celui qui aime Dieu n’a pas besoin d’accomplir des actions exceptionnellement élevées ; il lui suffit d’aimer »
- De Jean-Paul II dans son homélie de béatification :

« Au cours de sa vie, Sœur Blandine n’a rien fait d’extraordinaire, mais ses tâches et ses devoirs de chaque jour, elle les a accomplis de manière extraordinaire. Après sa mort, sa vie et son action sont apparues dans une lumière telle qu’aujourd’hui l’Église peut la proposer solennellement comme bienheureuse à l’imitation des hommes : les maîtres, les éducateurs, les religieuses ainsi que tous les croyants qui, en accomplissant fidèlement leurs tâches quotidiennes et en aimant activement leur prochain, suivent le Christ dans la paix et l’obscurité et s’efforcent ainsi d’atteindre la perfection chrétienne. »

## Vénération
Blandine Merten a été béatifiée le 1er novembre 1987 par le pape Jean-Paul II. Dans la région de Trèves et chez les Ursulines elle est liturgiquement commémorée le 18 mai, jour de sa fête.

## Sources
- Osservatore Romano : 1987 n.45
- Documentation Catholique : 1987 p. 1117

- (de) Cet article est partiellement ou en totalité issu de l’article de Wikipédia en allemand intitulé « Blandine Merten » (voir la liste des auteurs).